# Strompelrok

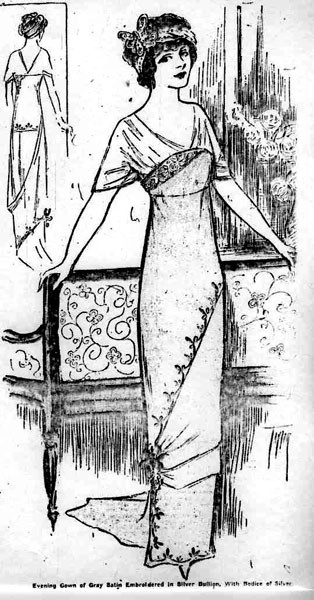
Strompelrok (1911)

Een strompelrok of hobble skirt is een rok die zo nauw is dat de draagster niet meer gewoon kan lopen, maar alleen nog kleine stapjes kan zetten, oftewel strompelen. Deze rokken waren korte tijd, van 1908 tot de Eerste Wereldoorlog, in de mode.

## Geschiedenis
Al rond 1880 kwamen tijdelijk strompelrokken voor, maar de grootste verspreiding hadden de rokken rond 1910.
Rond 1905 begonnen rokken nauwer te worden, ook uit kostenoverwegingen (minder stof nodig). De Franse modeontwerper Paul Poiret claimde de uitvinding van de strompelrok, maar het is niet duidelijk of dit klopt. Ook andere ontwerpers als Lucy Duff-Gordon, Jeanne Paquin en Léon Bakst ontwierpen in die tijd strompelrokken.
De strompelrok was een onuitputtelijke bron voor spotprenten en parodieën. Verschillende tijdgenoten meldden hardloopwedstrijden in strompelrokken die voor de grap gehouden werden.

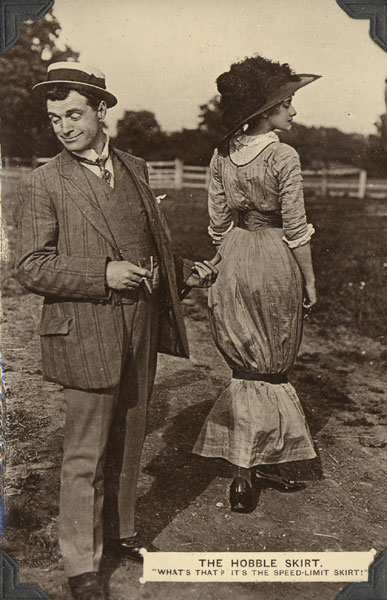
Satirische ansichtkaart rond 1911. Onderschrift: 'wat dat is? Een rok met snelheidsbeperking!'

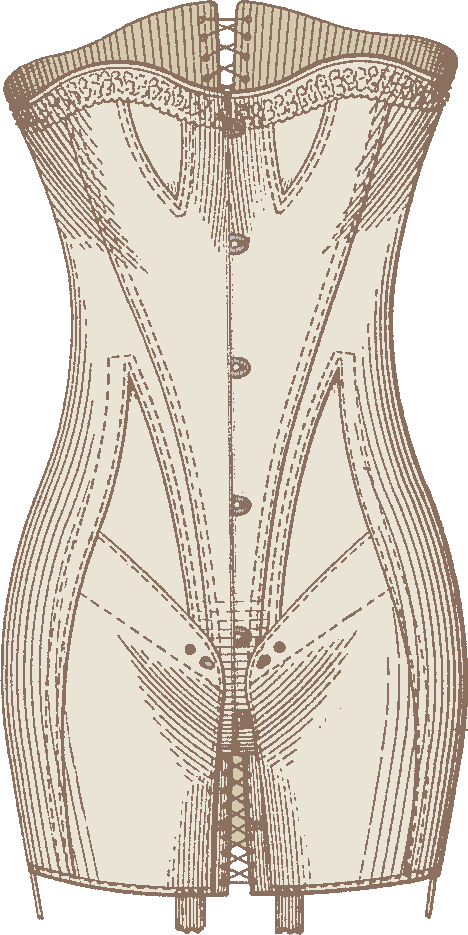
Patenttekening uit 1913

Rond 1910 verschenen telkens weer berichten in de media over ongevallen door strompelrokken. Vrouwen vielen van trappen, waren niet in staat om snel genoeg straten over te steken of vielen bij het uitstappen uit koetsen en auto's. In Amerikaanse steden werden podia gebouwd op perrons, zodat vrouwen ten minste in een trein konden stappen.
Om te voorkomen dat de nauwe rok uitscheurde, bonden sommige dames een band om hun benen. Een aantal ontwerpers gebruikte geplooide of elastische stof ter vergroting van de bewegingsvrijheid.
De strompelrok verdween bij het begin van de Eerste Wereldoorlog, omdat hij niet geschikt was voor oorlogsituaties.
In de jaren 1950 en 1960 beleefde de kokerrok - een als het ware niet langer tot de vloer reikende strompelrok - een revival. In deze tijd worden strompelrokken door de meeste vrouwen als ongemakkelijk gezien, ze zijn dan ook niet langer in de mode. De kokerrok komt echter regelmatig in het modebeeld terug, voorzien van een split, zodat lopen wel mogelijk is. 